# Vasco Szinetar
Vasco Szinetar (Caracas, 7 de diciembre de 1948) es un fotógrafo y poeta venezolano. Estudió cine en Polonia y el Reino Unido. Son célebres sus series de fotografías Frente al espejo con personajes relevantes de la literatura y las artes; y la serie Cheek-to-Cheek, también autorretratos con personalidades del mundo de la cultura. Sus fotografías aparecen regularmente en diarios como El Nacional, de Caracas y El País, de Madrid.

## Biografía
Ha asumido variadas responsabilidades para promover las artes en su país: funda y coordina la galería de fotografía de El Daguerrotipo (1985-1988); dirige la Sala de Exposiciones RG de la Fundación Celarg (1991-1994); fue director ejecutivo y presidente del Museo Alejandro Otero (1994-2000); dirigió el proyecto Centro Nacional de la Fotografía (2000-2002); actualmente es el director/curador de la colección privada Archivo Fotografía Urbana.
En su trayectoria como curador, ha sido invitado de la XXX Bienal de São Paulo (2012) con la presentación de la obra fotográfica del artista Alfredo Cortina. Ha comisariado, entre otros, los siguientes libros de fotografía: Fotografía Urbana Venezolana 1850-2009 (Fundación para la Cultura Urbana, 2009); 70 años de fotoperiodismo en Venezuela (editorial Cyngular, 2011); Tito Caula (PhotoBolsillo, editorial La Fábrica, 2015); Alfredo Cortina (PhotoBolsillo, editorial La fábrica, España, 2016); Ricardo Jiménez (PhotoBolsillo, editorial La fábrica, España, 2017).

## Exposiciones
Como fotógrafo, ha participado en innumerables exposiciones colectivas y entre sus exposiciones individuales destacan:
- Re-tratados, Museo de Arte Contemporáneo de Caracas (1988)
- Cuerpo de exilio, La Caja, Centro Cultural Chacao (2013)
- El ojo en vilo, Sala Mendoza, Caracas (2013)
- La intimidad de un fotógrafo, Biblioteca Ricardo Güiraldes y Casa de Lectura, Buenos Aires, Argentina (2018)
- Deconstrucción salvaje, Galeria Tres (2019)
- 3, Caracas (2019).
- Cuerpo de exilio, Centro Sefarad-Israel, Madrid (2024).

## Obra publicada

### Fotografía
- Sesenta Retratos (Monte Ávila Editores, Caracas, 1987).
- Re-tratados: España 1974-2003 (Fundación Para la Cultura Urbana, Caracas, 2004).
- Periodistas (Editorial Cingular, Caracas, 2010).
- Vasco Szinetar. PHotoBolsillo (La Fábrica, Madrid, 2020 ISBN 9788417769543).[2]

### Poesía
- Esto que gira (Funtarte, 1979)
- El libro del mal amado (Editorial Mandorla, 1988)
- Hotel Pensilvania (Editorial pequeña Venecia, 2000).[3]

## Reconocimientos
- II Premio Nacional de Fotografía Conac (1982)
- Mención de Honor, Salón Christian Dior, Centro Consolidado, Caracas (1993)
- Premio Harry Liepins, Salón de Artes Visuales Arturo Michelena, Valencia, Venezuela (1996).
- Premio AICA 2013 por las muestras Cuerpo de Exilio / El Ojo en Vilo', realizadas en La Caja, Fundación Chacao y en la Sala Mendoza.